# Rhododendron benhallii
Rhododendron benhallii är en ljungväxtart som beskrevs av Lyndley Alan Craven. Rhododendron benhallii ingår i släktet rododendron, och familjen ljungväxter. Inga underarter finns listade i Catalogue of Life.